# Hotel Balneario Alhama de Aragón
El Hotel Balneario Alhama de Aragón 4 estrellas, de la localidad de Alhama de Aragón (Zaragoza, Aragón), es un hotel ubicado en el n.º 1-6 de la calle San Roque, una de las zonas termales más importantes de España. 

## Historia
El Balneario Alhama de Aragón de 4 estrellas surge como resultado de la integración, modernización y ampliación de dos de los balnearios más emblemáticos de España: Termas San Roque y Cantarero, cuya mayor riqueza reside en sus aguas termales.  Los manantiales medicinales de estos balnearios ya fueron usados por los romanos y en la España Musulmana, lo que dio nombre al lugar, y siguen empleándose en nuestros días con fines terapéuticos.

## Propiedades del agua
Los antiguos balnearios, en explotación desde hace nueve siglos, toman su nombre del patrón del pueblo. A diferencia de tantos balnearios de nueva creación, este balneario tiene no solo una larga tradición como balneario termal que viene de la época romana, sino unas aguas excepcionales, tanto por su caudal como por sus propiedades, que brotan directamente de las rocas de sus instalaciones a una temperatura de 32 °C. Sus aguas son altamente indicadas para la recuperación, rehabilitación, alivio, mejora y cuidado de la salud integral.

## Galardones
La noche del 3 de noviembre de 2011 el jurado de la IX Convocatoria de los Premios a la Iniciativa hotelera, otorgados por la revista Gran Hotel de ediciones Curt, le concedió el Premio al Mejor Hotel de Salud 2011. 